# Analogibildning
Analogibildning är ett begrepp inom lingvistiken som avser en om- eller nybildning i språket, gjord efter mönster av andra uttryck. Barns språk är ofta rikt på analogibildningar, till exempel när "gedde" används istället för "gav". Formen "gedde" kan sägas vara analog med preteritumformen för andra verb, till exempel "ledde".